# Drux Flux
Drux Flux är en animerad kortfilm från 2008 av Theodore Ushev, inspirerad av Herbert Marcuses avhandling One-Dimensional Man. Den producerades i Kanada.
Filmen är under 5 minuter och saknar ord. Istället har den ett figurativt och abstrakt bildspråk som i ökande tempo visar industri, människor och text.